# 日本フィルハーモニー物語 炎の第五楽章
『日本フィルハーモニー物語 炎の第五楽章』（にほんフィルハーモニーものがたり ほのおのだいごがくしょう）は、1981年（昭和56年）9月19日に公開された日本映画。カラー/アメリカン・ビスタ。

## 概要
1956年に創立された日本フィルハーモニー交響楽団は、1972年に経営主であるフジテレビ及びに文化放送より資金援助を打ち切られ、財団法人の解散と共に楽団の存続の危機に直面する。本作は、この実際に起きた、いわゆる「日フィル争議」を経て、エリートオーケストラの「市民とともに歩むオーケストラ」への変革を描いた今崎暁巳によるルポルタージュ『友よ!未来をうたえ』『続・友よ!未来をうたえ』を原作とした劇映画作品である。

## スタッフ
- プロデューサー：結城良煕、遠藤雅也
- 監督：神山征二郎
- 原作：今崎暁巳
- 脚本：神山征二郎、今崎暁巳
- 音楽：林光
- 撮影：森勝
- 美術：中澤克巳
- 録音：橋本文雄
- 照明：野口素胖
- 編集：近藤光雄
- 指揮：渡辺暁雄
- 演奏：日本フィルハーモニー交響楽団
- 助監督：永井正夫、中原俊
- スチール：住友博

## キャスト
| - 樺沢昇：風間杜夫 - 茂木伸子：田中裕子 - 仲本明：内藤武敏 - 川原和男：浜田光夫 - 吉田執行委員長：菅野忠彦 - 野間運営委員長：中野誠也 - 山崎書記長：長塚京三 - 水沼執行委員：小林勝也 - 漆原充代：寺田路恵 - 佐藤：佐藤英彦 - 三沢吾郎：鈴木ヒロミツ - 大田千恵：長谷直美 - 榊：吉田次昭 - 藤原忍：日色ともゑ - 楽員A：福原圭一 - 楽員B：渡会洋幸 - 楽員C：長沢けい子 | - 藤：三谷昇 - 堂本一生：伊藤孝雄 - 渡辺暁雄：渡辺暁雄 - 日本フィルハーモニー交響楽団 - 松村課長：小池朝雄 - 警備員A：松崎真 - 斎藤先生：下元勉 - 峰：ジェリー藤尾 - 鹿野：殿山泰司 - 木崎：前田吟 - 木崎の妻：佐藤オリエ - 村田：三遊亭円楽 | - 高校生：高橋克典 - 高校生B：塩田隆博 - 高校生C：亀高淳一 - 若者A：黒部幸英 - 若者B：藤波隆次 - 若者C：雪江由紀 - 大野先生：井川比佐志 - 和枝：伊藤由美 - 民雄：下川洋一 - 仲本妙子：岩崎加根子 - 渚：久慈まゆり - 孝史：長谷川淳史 - 堀：明石勤 - 仲本明の父：志村喬 |  |

## 主な演奏楽曲
- 弦楽のためのアダージョ（サミュエル・バーバー）
- 交響曲第9番「新世界より」（アントニン・ドヴォルザーク）
- 弦楽四重奏曲第12番『アメリカ』（アントニン・ドヴォルザーク）

## 備考
- 演奏会シーンは調布市グリーンホールにて、1981年1月に撮影されている。